# جاستین اسلیر
جاستین اسلیر (انگلیسی: Justin Slayer؛ زاده ۷ سپتامبر ۱۹۷۲) یک بازیگر پورنوگرافی اهل ایالات متحده آمریکا است.